# Reinhold Albert

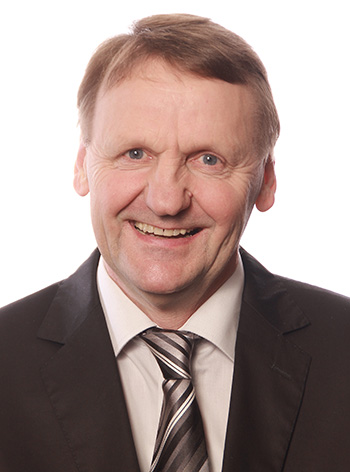
Reinhold Albert (2015)

Reinhold Johannes Albert (* 1953 in Sternberg im Grabfeld) ist ein deutscher Heimatforscher und ehrenamtlicher Heimatpfleger des Landkreises Rhön-Grabfeld.

## Leben
Hauptberuflich war Albert Polizeibeamter und ist seit 2014 im Ruhestand. Er ist Autor zahlreicher heimatgeschichtlicher Bücher und Aufsätze. Weiterhin fungiert er als Archivpfleger und kümmert sich um zahlreiche kleinere Archive des Landkreises. Albert ist 2. Vorsitzender des Vereines für Heimatgeschichte im Grabfeld und Schriftleiter der alljährlich erscheinenden heimatkundlichen Zeitschrift „Das Grabfeld“. Das Heimatjahrbuch des Landkreises Rhön-Grabfeld wird von ihm ebenfalls redaktionell geleitet.

## Auszeichnungen
- Kulturpreis des Landkreises Rhön-Grabfeld 2001
- Kulturpreis des Landkreises Haßberge 2003
- Ehrenzeichen des bayerischen Ministerpräsidenten für ehrenamtliche Tätigkeiten
- Denkmalschutzmedaille des Freistaates Bayern
- Bundesverdienstkreuz am Bande 2017
- Medaille für vorbildliche Heimatpflege des Bayerischen Landesvereins für Heimatpflege 2022[1]

## Schriften (Auswahl)
- Geschichte der Juden im Grabfeld, Kleineibstadt, 1990
- mit Klaus Reder: Rhön und Grabfeld im Spiegel der Beschreibungen der Bezirksärzte Mitte des 19. Jahrhunderts. Schedel, Kleineibstadt 1995 (Digitalisat).
- Kriegsende 1945 und Nachkriegszeit im Königshöfer Grabfeld, Bad Königshofen 1995
- Chronik der Gemeinde Sulzdorf a. d. Lederhecke, 2 Bände, Hildburghausen 1994
- Interessantes aus dem Ostheimer Stadtbuch, geführt von 1575 bis 1894 und den Schenk’schen Chroniken, Ostheim vor der Rhön 2005
- Soli Deo Gloria – Kreuzberg, Wallfahrt und Kloster, 2005.
- Chronik von Bischofsheim an der Rhön mit Haselbach und dem Kreuzberg. Herausgeber: Stadt Bischofsheim, ISBN 978-3-00-029019-0.
- Kirchen im Landkreis Rhön-Grabfeld. Herausgeber Rötter Druck und Verlag GmbH, Bad Neustadt 2010. 270 Seiten, zahlreiche Illustrationen. ISBN 978-3-939959-06-9.
- Das Grauen in der Hölle von Dachau – Die Leidenszeit des Pfarrers August Eisenmann aus Alsleben im KZ Dachau von 1941 – 1945, Untereßfeld 2014
- Burgen, Schlösser und Kirchenburgen im Landkreis Rhön-Grabfeld, Bad Neustadt 2014
- Geschichte der Wallfahrtskirche Maria, Trösterin der Betrübten, auf dem Findelberg bei Saal an der Saale. Mellrichstadt 2015
- Eichenhausen, Ein Dorf im Wandel der Zeit, Mellrichstadt 2021